# Ван Ройн, Оливия
Оливия ван Ройн (нидерл. Olivia van Rooijen, род. 29 октября 1988, Амстердам) — голландская гребчиха, чемпионка мира 2017 года и чемпионата Европы по академической гребле 2015, 2016 и 2017 года.

## Биография
Оливия ван Ройн родилась 29 октября 1988 года в городе Амстердам, Северная Голландия. Профессиональную карьеру гребца начала с 2005 года. Тренировалась на базе клуба «A.S.R. Nereus» в Амстердаме.
Первым соревнованием международного уровня, в котором ван Ройн приняла участие, был юношеский чемпионат мира по академической гребле 2005 года в германском городе Бранденбург. В финальном заплыве парных четвёрок группы B с результатом 06:55.970 она заняла лишь 2-е место и выбыла из дальнейшей борьбы.
Первая медаль в карьере ван Ройн была добыта на чемпионате мира по академической гребле 2011 года, проходившем в Бледе, Словения. С результатом 06:34.060 в заплыве четвёрок голландские гребчихи заняли первое место, обогнав соперниц из Польши (06:17.710 — 2-е место) и Великобритании (06:19.930 — 3-е место).
Единственное на данный момент золото в активе ван Ройн было добыто на чемпионате мира по академической гребле 2017 года в Сарасоте. С результатом 06:16.720 в финальном заплыве парных четвёрок голландские гребчихи заняли первое место, опередив соперниц из Польши (06:17.710 — 2-е место) и Великобритании (06:19.930 — 3-е место).